# 楊格角
楊格角（英語：Young Point）是南極洲的海岬，位於特里尼蒂半島西岸，處於羅克莫雷爾角以南4.8公里，在1948年由英國研究隊繪入地圖，現時由南極條約體系管理。